# 利诺·穆尼奥斯
利诺·穆尼奥斯（西班牙語：Lino Muñoz，1991年2月8日—），墨西哥男子羽毛球運動員。

## 簡歷
2013年8月，利诺·穆尼奥斯參加中國廣州舉行的世界羽毛球錦標賽，他在首日先與辛西娅·冈萨雷斯出戰混合雙打項目，在首圈就以0比2（3-21、13-21）負於中華台北的陳宏麟/程文欣出局；次日，他又與安德烈斯·洛佩斯出戰男子雙打項目，但也在首圈就以0比2（8-21、8-21）不敵日本的橋本博且/平田典靖出局，完成所有賽事。

## 主要比賽成績
只列出曾進入準決賽的國際賽事成績：
| 年份   | 賽事                         | 公開賽級別 | 項目     | 搭檔               | 成績   |
| ------ | ---------------------------- | ---------- | -------- | ------------------ | ------ |
| 2008年 | 泛美洲青年羽毛球錦標賽       | 其他       | 混合團體 | －                 | 亞軍   |
| 2008年 | 泛美洲青年羽毛球錦標賽       | 其他       | 男子單打 | －                 | 季軍   |
| 2008年 | 泛美洲青年羽毛球錦標賽       | 其他       | 男子雙打 | 安德烈斯·洛佩斯    | 季軍   |
| 2008年 | 泛美洲羽毛球錦標賽           | 其他       | 混合團體 | －                 | 第四名 |
| 2009年 | 墨西哥羽毛球國際賽           | 未來系列賽 | 男子單打 | －                 | 準決賽 |
| 2009年 | 墨西哥羽毛球國際賽           | 未來系列賽 | 男子雙打 | Mauricio Casillas  | 準決賽 |
| 2010年 | 聖多明哥羽毛球公開賽         | 國際系列賽 | 男子雙打 | Christopher Flores | 準決賽 |
| 2010年 | 墨西哥羽毛球國際賽           | 未來系列賽 | 男子雙打 | 安德烈斯·洛佩斯    | 冠軍   |
| 2010年 | 墨西哥羽毛球國際賽           | 未來系列賽 | 混合雙打 | 辛西娅·冈萨雷斯    | 準決賽 |
| 2011年 | 泛美運動會羽毛球比賽         | 其他       | 男子雙打 | 安德烈斯·洛佩斯    | 銅牌   |
| 2011年 | 聖多明哥羽毛球公開賽         | 國際系列賽 | 混合雙打 | 辛西婭·岡薩雷斯    | 準決賽 |
| 2011年 | 墨西哥羽毛球國際賽           | 國際系列賽 | 男子單打 | —                  | 準決賽 |
| 2011年 | 墨西哥羽毛球國際賽           | 國際系列賽 | 男子雙打 | 安德烈斯·洛佩斯    | 冠軍   |
| 2011年 | 墨西哥羽毛球國際賽           | 國際系列賽 | 混合雙打 | 辛西娅·冈萨雷斯    | 亞軍   |
| 2012年 | 泛美洲羽毛球錦標賽           | 其他       | 男子雙打 | 安德烈斯·洛佩斯    | 季軍   |
| 2013年 | 吉拉爾迪拉羽毛球賽           | 國際系列賽 | 男子單打 | －                 | 準決賽 |
| 2013年 | 吉拉爾迪拉羽毛球賽           | 國際系列賽 | 混合雙打 | 辛西娅·冈萨雷斯    | 冠軍   |
| 2013年 | 秘魯羽毛球國際賽             | 國際挑戰賽 | 混合雙打 | 辛西娅·冈萨雷斯    | 準決賽 |
| 2013年 | 南方共同市場羽毛球國際系列賽 | 國際系列賽 | 男子單打 | －                 | 準決賽 |
| 2013年 | 南方共同市場羽毛球國際系列賽 | 國際系列賽 | 混合雙打 | 辛西娅·冈萨雷斯    | 冠軍   |
| 2013年 | 阿根廷羽毛球國際賽           | 未來系列賽 | 混合雙打 | 辛西娅·冈萨雷斯    | 冠軍   |
| 2013年 | 墨西哥羽毛球國際賽           | 國際系列賽 | 男子雙打 | 安德烈斯·洛佩斯    | 準決賽 |
| 2014年 | 南方共同市場羽毛球國際賽     | 國際系列賽 | 混合雙打 | 辛西娅·冈萨雷斯    | 準決賽 |
| 2014年 | 墨西哥羽毛球國際賽           | 國際系列賽 | 男子單打 | －                 | 亞軍   |
| 2014年 | 墨西哥羽毛球國際賽           | 國際系列賽 | 男子雙打 | 阿图罗·埃尔南德斯  | 亞軍   |
| 2014年 | 墨西哥羽毛球國際賽           | 國際系列賽 | 混合雙打 | 辛西娅·冈萨雷斯    | 冠軍   |
| 2015年 | 秘魯羽毛球國際賽             | 國際挑戰賽 | 男子雙打 | 约布·卡斯蒂略      | 準決賽 |
| 2015年 | 智利羽毛球國際賽             | 國際系列賽 | 男子雙打 | 约布·卡斯蒂略      | 冠軍   |
| 2015年 | 千里達及托巴哥羽毛球國際賽   | 國際系列賽 | 男子雙打 | 路易斯·拉蒙·加里多 | 冠軍   |
| 2015年 | 千里達及托巴哥羽毛球國際賽   | 國際系列賽 | 混合雙打 | 辛西娅·冈萨雷斯    | 亞軍   |
| 2015年 | 聖多明哥羽毛球公開賽         | 國際系列賽 | 男子雙打 | 约布·卡斯蒂略      | 冠軍   |
| 2015年 | 聖多明哥羽毛球公開賽         | 國際系列賽 | 混合雙打 | 辛西娅·冈萨雷斯    | 準決賽 |
| 2015年 | 泛美運動會羽毛球比賽         | 其他       | 男子雙打 | 约布·卡斯蒂略      | 銅牌   |
| 2015年 | 危地馬拉羽毛球國際賽         | 國際挑戰賽 | 男子雙打 | 约布·卡斯蒂略      | 準決賽 |
| 2015年 | 墨西哥羽毛球國際賽           | 國際系列賽 | 男子雙打 | 约布·卡斯蒂略      | 冠軍   |
| 2015年 | 墨西哥羽毛球國際賽           | 國際系列賽 | 混合雙打 | 辛西娅·冈萨雷斯    | 準決賽 |
| 2015年 | 哥倫比亞羽毛球國際賽         | 國際系列賽 | 男子單打 | －                 | 準決賽 |
| 2015年 | 阿根廷羽毛球國際賽           | 國際系列賽 | 男子單打 | －                 | 亞軍   |
| 2015年 | 阿根廷羽毛球國際賽           | 國際系列賽 | 男子雙打 | 约布·卡斯蒂略      | 冠軍   |
| 2015年 | 智利羽毛球國際挑戰賽         | 國際挑戰賽 | 男子單打 | －                 | 準決賽 |
| 2015年 | 智利羽毛球國際挑戰賽         | 國際挑戰賽 | 男子雙打 | 约布·卡斯蒂略      | 準決賽 |
| 2015年 | 巴西羽毛球國際賽             | 國際系列賽 | 男子單打 | －                 | 準決賽 |
| 2015年 | 巴西羽毛球國際賽             | 國際系列賽 | 男子雙打 | 约布·卡斯蒂略      | 冠軍   |
| 2015年 | 波多黎各羽毛球國際系列賽     | 國際系列賽 | 男子雙打 | 约布·卡斯蒂略      | 冠軍   |
| 2015年 | 蘇利南羽毛球國際賽           | 國際系列賽 | 男子雙打 | 约布·卡斯蒂略      | 冠軍   |
| 2016年 | 泛美洲羽毛球團體錦標賽       | 其他       | 男子團體 | －                 | 冠軍   |
| 2016年 | 秘魯羽毛球國際系列賽         | 國際挑戰賽 | 男子雙打 | 约布·卡斯蒂略      | 亞軍   |
| 2016年 | 巴西羽毛球國際賽             | 國際系列賽 | 男子單打 | －                 | 準決賽 |
| 2016年 | 秘魯羽毛球國際賽             | 國際系列賽 | 男子單打 | －                 | 準決賽 |
| 2017年 | 泛美洲羽毛球錦標賽           | 其他       | 混合雙打 | 辛西娅·冈萨雷斯    | 季軍   |
| 2017年 | 墨西哥羽毛球國際賽           | 國際系列賽 | 男子雙打 | 约布·卡斯蒂略      | 亞軍   |
| 2018年 | 冰島羽毛球國際賽             | 國際系列賽 | 男子雙打 | 约布·卡斯蒂略      | 準決賽 |
| 2018年 | 泛美洲羽毛球錦標賽           | 其他       | 男子雙打 | 约布·卡斯蒂略      | 季軍   |
| 2018年 | 秘魯羽毛球國際賽             | 國際系列賽 | 男子單打 | －                 | 準決賽 |
| 2018年 | 秘魯羽毛球國際賽             | 國際系列賽 | 男子雙打 | 约布·卡斯蒂略      | 亞軍   |
| 2018年 | 埃及羽毛球國際賽             | 國際系列賽 | 男子單打 | －                 | 準決賽 |
| 2019年 | 牙買加羽毛球國際賽           | 國際系列賽 | 男子雙打 | 约布·卡斯蒂略      | 準決賽 |
| 2019年 | 墨西哥羽毛球未來系列賽       | 未來系列賽 | 男子單打 | －                 | 亞軍   |
| 2019年 | 墨西哥羽毛球國際賽           | 國際系列賽 | 男子單打 | －                 | 亞軍   |
| 2019年 | 墨西哥羽毛球國際賽           | 國際系列賽 | 混合雙打 | 安德烈斯·洛佩斯    | 亞軍   |
| 2019年 | 危地馬拉羽毛球國際系列賽     | 國際系列賽 | 男子單打 | －                 | 亞軍   |
| 2019年 | 巴西羽毛球國際系列賽         | 國際系列賽 | 男子單打 | －                 | 亞軍   |
| 2020年 | 泛美洲羽毛球男女子團體錦標賽 | 其他       | 男子團體 | －                 | 亞軍   |
| 2021年 | 墨西哥羽毛球國際挑戰賽       | 國際挑戰賽 | 男子單打 | －                 | 準決賽 |
| 2021年 | 墨西哥羽毛球國際挑戰賽       | 國際挑戰賽 | 男子雙打 | 安德烈斯·洛佩斯    | 準決賽 |
| 2022年 | 泛美洲羽毛球男女子團體錦標賽 | 其他       | 男子團體 | －                 | 季軍   |
| 2022年 | 聖多明哥羽毛球公開賽         | 國際系列賽 | 男子單打 | －                 | 準決賽 |
| 2022年 | 危地馬拉羽毛球國際系列賽     | 國際系列賽 | 男子單打 | －                 | 準決賽 |
| 2022年 | 秘魯羽毛球國際系列賽         | 國際系列賽 | 男子單打 | －                 | 準決賽 |

| 2007-2017年 | 首要超級賽 | 超級賽 | 黃金大獎賽 | 大獎賽 | 國際挑戰賽 | 國際系列賽 | 未來系列賽 | 其他 |

| 2018-2026年 | 總決賽 | 超級1000賽 | 超級750賽 | 超級500賽 | 超級300賽 | 超級100賽 | 國際挑戰賽 | 國際系列賽 | 未來系列賽 | 其他 |

### 奧運會和世錦賽參賽紀錄
| 年份     | 搭檔            | 2011 | 2012 | 2013 | 2014 | 2015 | 2016       |      | 2019       | 2020 | 2021 | 2022 |
| 男子單打 | －              | －   | －   | －   | －   | －   | 小組第三名 | 32強 | 小組第三名 | 64強 | 64強 |      |
|          |                 |      |      |      |      |      |            |      |            |      |      |      |
| 男子雙打 | 安德烈斯·洛佩斯 | －   | －   | 48強 | －   | －   | －         | －   | －         | －   | －   |      |
|          |                 |      |      |      |      |      |            |      |            |      |      |      |
| 混合雙打 | 辛西娅·冈萨雷斯 | 48強 | －   | 48強 | －   | －   | －         | －   | －         | －   | －   |      |